# Fernando Vérgez Alzaga

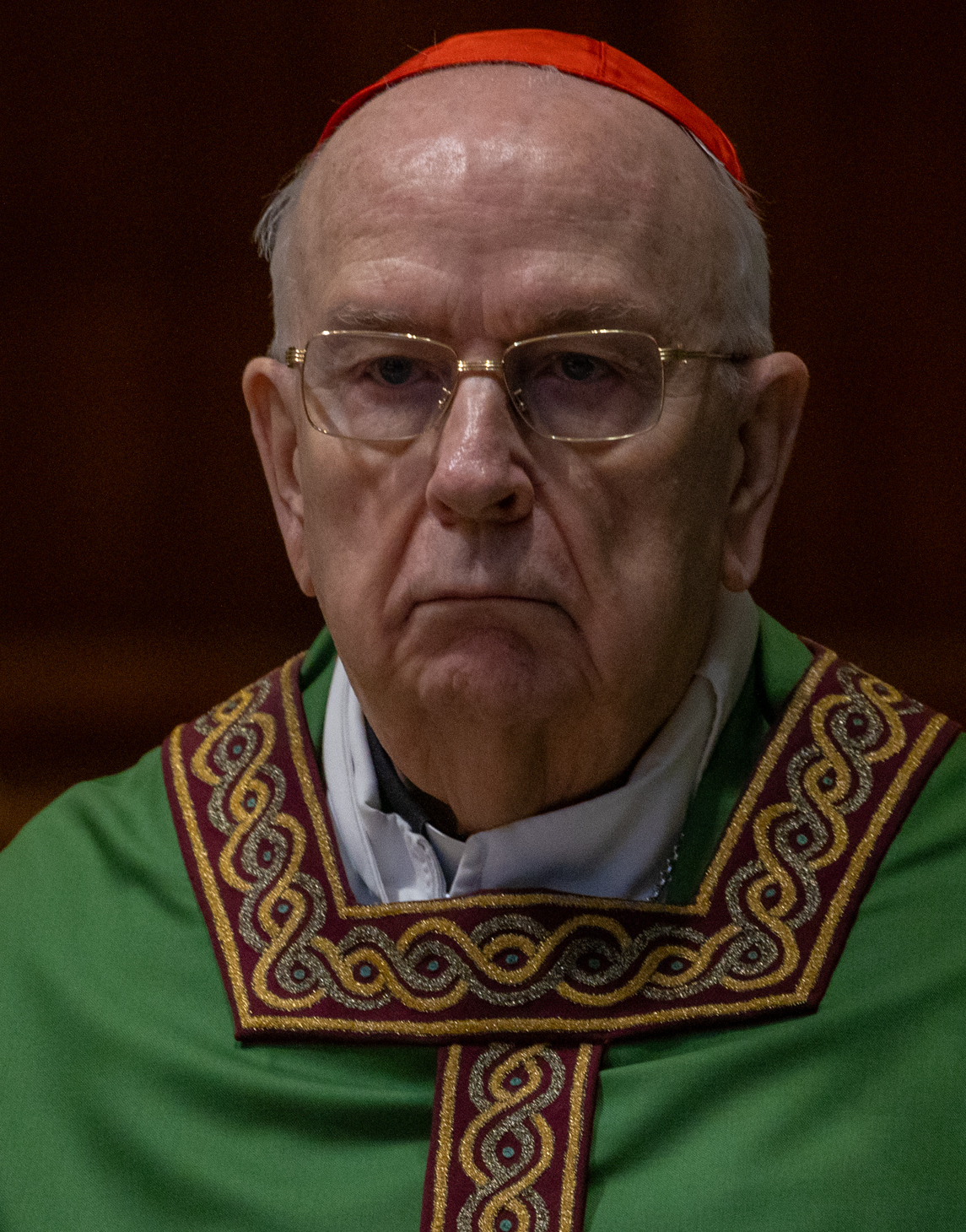
Fernando Vérgez Alzaga (2024)

Kardinalswappen (seit 2022; Kardinal Vérgez Alzaga übernahm für sich den Wappenschild seines ehemaligen Chefs Kardinal Pironio)

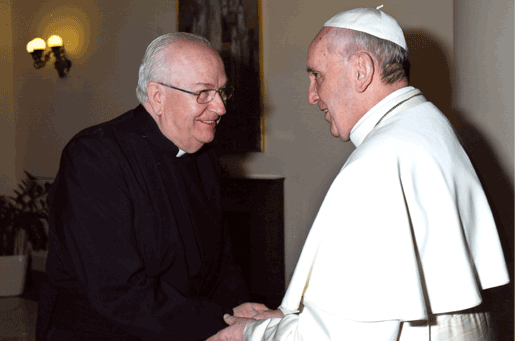
Fernando Vérgez Alzaga und Papst Franziskus (2013)

Fernando Kardinal Vérgez Alzaga LC (* 1. März 1945 in Salamanca) ist ein spanischer Ordensgeistlicher und Kurienkardinal der römisch-katholischen Kirche. Er ist emeritierter Präsident des Governatorats und damit ehemaliger Regierungschef der Vatikanstadt.

## Leben
Fernando Vérgez Alzaga trat der Kongregation der Legionäre Christi bei und legte am 25. Dezember 1965 die Ewige Profess ab. Am 26. November 1969 empfing er das Sakrament der Priesterweihe. Am 1. August 1972 begann er seinen Dienst beim Heiligen Stuhl bei der Kongregation für die Institute geweihten Lebens und für die Gesellschaften apostolischen Lebens, ab dem Jahr 1984 beim Päpstlichen Rat für die Laien. Ab 1975 war er 23 Jahre lang Privatsekretär von Kardinal Eduardo Francisco Pironio. Im Juni 2004 wurde er zum Amtsleiter des Internetbüros des Heiligen Stuhls bei der Güterverwaltung des Apostolischen Stuhls – APSA ernannt und im Februar 2008 Direktor des Amtes der Telekommunikation des Governatorats der Vatikanstadt.
Papst Franziskus ernannte ihn am 30. August 2013 zum Generalsekretär des Governatorats der Vatikanstadt und  somit zum stellvertretenden Regierungschef des Vatikanstaates. Am 15. Oktober 2013 ernannte ihn Papst Franziskus zum Titularbischof von Villamagna in Proconsulari. Die Bischofsweihe spendete ihm der Papst persönlich am 15. November desselben Jahres im Petersdom. Mitkonsekratoren waren der Präsident des Governatorats der Vatikanstadt, Giuseppe Kardinal Bertello, und der Sekretär des Päpstlichen Rates zur Förderung der Einheit der Christen, Bischof Brian Farrell LC.
Im September 2020 wurde er zum Mitglied des neuen Kontrollgremiums für Auftragsvergaben und Geschäfte des Staatssekretariats und der Vatikanstaatsregierung (italienisch Commissione di Materie Riservate) ernannt. Seit 2016 ist er bereits Mitglied im Ausschuss für finanzielle Sicherheit (italienisch Comitato di Sicurezza Finanziaria – CoSiFi) der Vatikanischen Finanzinformationsbehörde – ASIF.
Am 8. September 2021 ernannte ihn Papst Franziskus unter Beibehaltung seines Titularsitzes pro hac vice zum Erzbischof sowie mit Wirkung zum 1. Oktober desselben Jahres zum Präsidenten der Päpstlichen Kommission für den Staat der Vatikanstadt und des Governatorats der Vatikanstadt.
Im Konsistorium vom 27. August 2022 nahm ihn Papst Franziskus als Kardinaldiakon mit der Titeldiakonie Santa Maria della Mercede e Sant’Adriano a Villa Albani in das Kardinalskollegium auf. Die Besitzergreifung seiner Titeldiakonie fand am 29. Januar des folgenden Jahres statt. Am 7. Oktober 2022 berief ihn Papst Franziskus zudem zum Mitglied des Dikasteriums für die Institute geweihten Lebens und für die Gesellschaften apostolischen Lebens. Am 7. März 2023 wurde er in den Kardinalsrat berufen.
Am 15. Februar 2025 gab der Vatikan den altersbedingten Rücktritt von Kardinal Vérgez als Präsident des Governatorats der Vatikanstadt zum 1. März desselben Jahres bekannt.